# Jacopo de' Barbari
Jacopo de' Barbari, conosciuto anche come Iacopo de' Barbari o con i cognomi de Barbari, de Barberi, Barbaro, Barberino, Barbarigo o Barberigo (Venezia, 1460/70 – 1516 circa), è stato un pittore e incisore italiano.
Nel 1500 si allontanò da Venezia per trasferirsi in Germania, diventando il primo artista rinascimentale italiano di rilievo a lavorare in Nord Europa. I suoi rari dipinti superstiti (circa dodici) includono Natura morta con pernice, guanti di ferro e dardo di balestra, primo esempio conosciuto di trompe-l'œil dall'antichità. Di notevole influenza artistica furono anche le sue ventinove incisioni e tre grandissime xilografie, tra cui uno dei più grandi capolavori della cartografia urbana, la celebre Veduta di Venezia.

Veduta di Venezia, Museo Correr

## Biografia
Il luogo e la data di nascita dell'artista sono incerte, ma fu descritto come veneziano dai contemporanei, compreso Albrecht Dürer (van Venedig geporn), sicuramente il più autorevole testimone, e come ‘'vecchio e stanco'’ nel 1511. Per l'anno di nascita si può quindi dedurre una data compresa tra il 1445 e il 1470. Vi furono anche ipotesi che fosse di origine tedesca, ma ora sembra chiarito che nacque a Venezia ed era italiano. Vi sono anche dei suoi documenti scritti in italiano ed indirizzati a corrispondenti tedeschi. A conferma della nascita veneziana vi è la fonte di Marcantonio Michiel del 1521 indica la presenza di alcune opere dell'artista nella collezione veneziana dei Grimani: “Sono ancora ivi opere de Iacomo de Barberino Veneziano che andò in Alemagna e Borgogna, e prese quella maniera, fece molte cose, zoè […]”. Tra queste viene indicata la quadro di una donna col petto scoperto et un vecchio, conosciuto come Copia disuguale di amanti realizzato nel 1503.
Firmò la maggior parte delle sue incisioni con un caduceo, venendo conosciuto anche come “Maestro del caduceo” il simbolo di Mercurio, e la natura morta (in alto a destra) con la seguente dicitura: "Jac.o de barbarj p 1504" nel pezzo di carta raffigurato nel dipinto..  Se ne deduce che non apparteneva all'importante famiglia dei Barbaro, anche considerando che non fu mai elencato nella genealogia di questa famiglia. La difficile ricostruzione biografica dell'artista, nasce anche dalle poche fonti e citazioni presenti in Italia, contrariamente molte fonti presenti all'estero anche se viene indicato con nomi differenti. L'artista viene dimenticato anche da Giorgio Vasari, malgrado la presenza a Venezia della sua grande opera veduta di Venezia che viene assegnata a personaggi al tempo più illustri.
Non si conosce nulla dei suoi primi decenni, nonostante Alvise Vivarini sia stato indicato come suo maestro, questo è stato indicato di Bernard Berenson nel 1894, vi sono infatti assonanze stilistiche non solo con il Vivarini ma anche con Antonello da Messina con cui il Vivarini aveva avuto un importante collegamento, e quindi l'opera del de' Barbari ne è la conferma.  Lasciò Venezia per la Germania nel 1500, dove risulta pienamente inseritoe molto estimato, e da allora vi sono maggiori informazioni sulla sua vita. In Germania lavorò per l'Imperatore Massimiliano I di Norimberga per un anno, poi in varie località per Federico il Saggio di Sassonia tra gli anni 1503 e 1505, prima di spostarsi presso la corte di Gioacchino I di Brandeburgo, verso gli anni 1506-1508. In Germania fu conosciuto anche come Jacopo Walch, probabilmente da Wälsch, straniero, un termine spesso usato per gli italiani. Nell'Ottocento uno studio di Harzen collega i nomi con cui viene chiamato il personaggio poi riconducibile all'artista: «Jaconus Barbarus Venetur», «Barberino venezian»o, «der Meister mit dem Schalangestabe», «Jacob Walch», e «maistre Jacques». Questo conferma quanto fosse più famosa la sua presenza nei paesi nordici che nella sua città d'origine.
Pare che abbia fatto ritorno a Venezia con Filippo I di Castiglia, per il quale successivamente lavorò in Olanda. Nel marzo del 1510 lavorò per il successore di Filippo, Margherita d'Asburgo a Bruxelles e Malines. Nel gennaio del 1511 si ammalò e fece testamento; a marzo l'Arciduchessa gli concesse una pensione a vita, vista la sua vecchiaia e debolezza (debilitation et vieillesse). Morì nel 1516, lasciando all'Arciduchessa ventitré splendidi piatti cesellati.
Malgrado i suoi lavori, in particolar modo, le incisioni, Jacopo de' Barbari, ebbe poca considerazione dalla critica fino alla seconda metà dell'Ottocento, quando viene indicato da Paul Kristeller un: pioniere dell'arte italiana in Europa, questo studio è uno dei migliori riguardanti l'inquadramento geografico e stilistico dell'artista. Questo studio è rimasto importante traccia per l'approfondimento delle opere dell'artista. Del Novecento importante è lo studio di J. A. Levenson del 1978 che ricostruisce attraverso le fonti e i documenti la complessa storiografia dell'artista.

## Opere

### Veduta di Veneziae altre incisioni

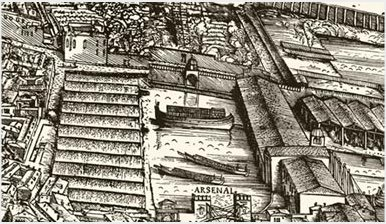
Veduta di Venezia, particolare, Museo Correr, Venezia

La sua prima opera documentata è l'immensa (1,315 x 2,818 metri, composta da sei pannelli) e impressionante xilografia Veduta di Venezia del 1500, che, purtroppo, per molto tempo risulta non assegnata al de' Barbari, ma a artisti in quel tempo più importanti. Il 30 ottobre 1500 la Repubblica di Venezia concesse all'editore tedesco Anton Kolb il privilegio di stamparla, dopo tre anni di lavoro impiegati sull'opera a incidere minuziosamente i legni di pero delle tavole.  Quest'opera, estremamente precisa e dettagliata, è basata e trae le sue fonti dal lavoro di molti topografi. Fu considerata subito un'impresa spettacolare e provocò sin dall'inizio un enorme stupore. In una stampa successiva fu lievemente aggiornata da altri artisti, per tener conto della costruzione e modifica di grandi edifici della città. La matrice xilografica originale è conservata ed esposta presso il Museo Correr di Venezia.
Oltre alla Veduta di Venezia, produsse due altre opere con la stessa tecnica, il Trionfo di un uomo su un satiro (tre pannelli) e la Battaglia fra uomini e satiri (due pannelli), entrambe rappresentanti uomini e satiri, che furono le più grandi e sorprendenti xilografie figurative fino ad allora realizzate, costituendo per decenni il punto di riferimento delle migliori, grandi xilografie italiane. Queste opere potrebbero anche risalire a un periodo precedente al 1500 e furono sicuramente influenzate dalle opere di Andrea Mantegna.

### Incontri con Dürer
Quando la Veduta di Venezia fu pubblicata, de' Barbari aveva già raggiunto la Germania, dove incontrò Dürer, forse già conosciuto durante il primo viaggio in Italia del tedesco (un passaggio in una lettera di Dürer è ambiguo). Discussero sulle proporzioni umane, certamente non tra le peculiarità dell'arte del de' Barbari, ma Dürer fu decisamente affascinato da quello che sentì dall'artista veneziano, nonostante l'impressione che egli non avesse rivelato tutte le conoscenze in suo possesso:
(Da una bozza inedita dell'introduzione al libro personale di Dürer sulle proporzioni umane.)
Vent'anni dopo, Dürer tentò invano di ottenere da Margherita d'Asburgo il manoscritto su questo argomento del de' Barbari, nel frattempo deceduto. Questo scritto è scomparso e lo si ritiene perduto.

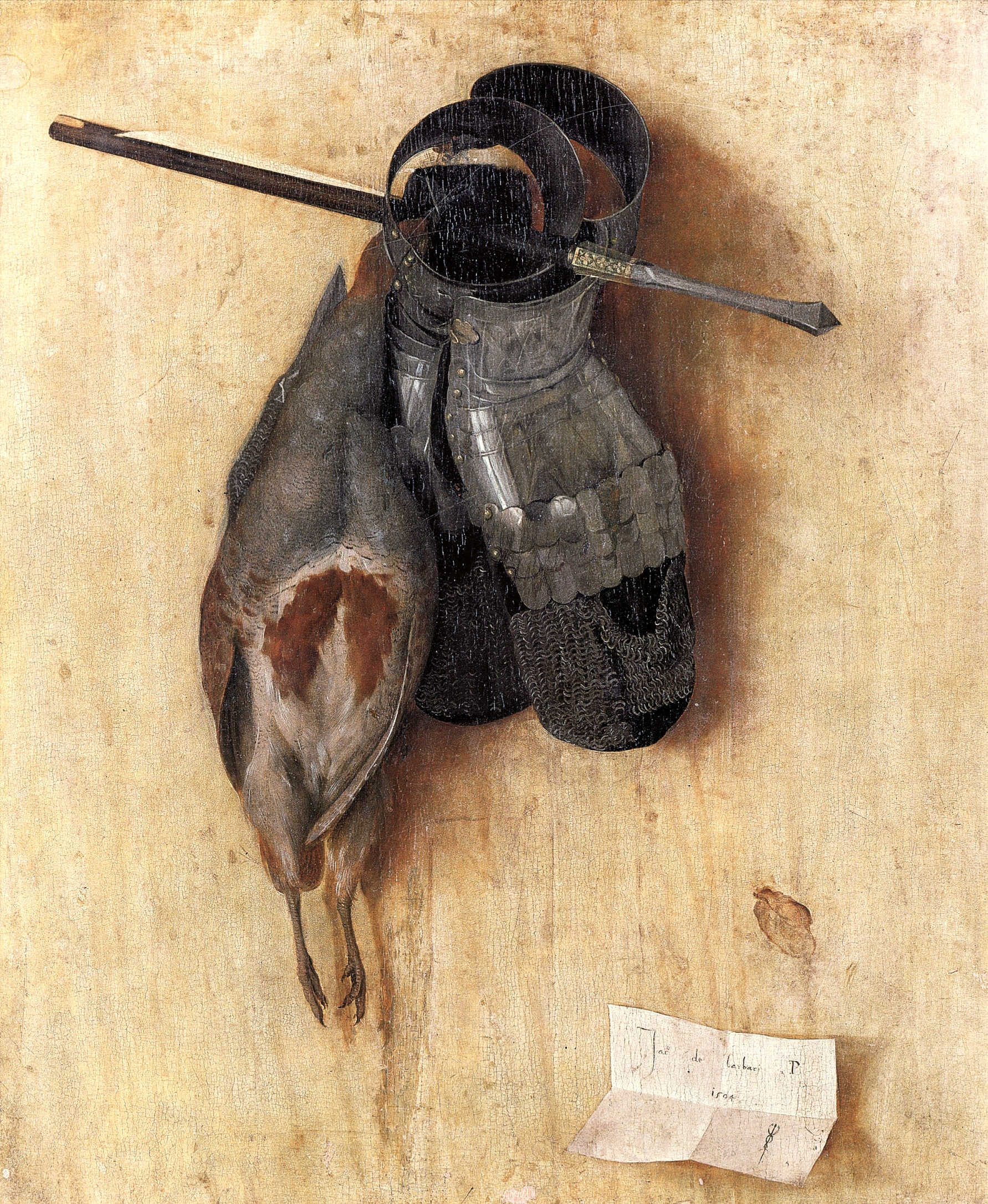
Natura morta con pernice, guanti di ferro e dardo di balestra, olio su legno, Alte Pinakothek, Monaco di Baviera

### Datazione delle opere
De' Barbari trascorse un anno a Norimberga, dove viveva Dürer, tra il 1500 e il 1501, e i due artisti si influenzarono vicendevolmente anche per numerosi anni a seguire. Nessuna delle sue incisioni è datata, per cui la loro datazione viene attribuita a somiglianze con opere datate di Dürer; procedimento complicato ed incerto, considerata anche l'impossibilità di stabilire chi dei due influenzava l'opera dell'altro. Cinque delle sue incisioni si trovavano in una raccolta di Hartmann Schedel, che fu rilegata nel dicembre del 1504, fatto che fornì maggiori informazioni sulle datazioni successive. De' Barbari realizzò probabilmente qualche incisione prima di lasciare l'Italia, ma le sue migliori incisioni furono generalmente realizzate dopo il suo trasferimento in Germania nel 1500.
Alcuni dei suoi dipinti sono datati come: 1500, 1503, 1504, 1508. Documenti relativi al suo ingaggio da parte di Massimiliano I, suggeriscono che le sue opere dovevano includere qualche manoscritto illuminante, sebbene nessuna opera di questo tipo gli sia stata finora attribuita. L'unico disegno attribuitogli con buona certezza è una Cleopatra esposta al British Museum, apparentemente realizzata come studio per un'incisione che però non ci è pervenuta.

### Incisioni
Il suo stile è collegato al suo possibile maestro, Alvise Vivarini, e a Giovanni Bellini, ma la sua arte possiede sicuramente una connotazione peculiare. L'influenza della tecnica di Andrea Mantegna appare in quelle che sono probabilmente le sue prime incisioni, realizzate a cavallo del secolo, con ombreggiatura parallela. Molte delle sue incisioni sono di piccole dimensioni, contenenti solo poche figure. In numerose stampe appaiono satiri truculenti e sono spesso presenti personaggi mitologici, compresi due Sacrifici a Priapo.
Le prime stampe, mostrano figure con "piccole teste e corpi quasi senza forma, spalle inclinate e torsi robusti, sorretti da gambe esili", caratteristiche viste anche nei suoi dipinti. Di un periodo intermedio sono probabilmente numerosi nudi, di cui i più celebri sono Apollo e Diana e San Sebastiano. In queste opere la sua abilità nell'organizzare l'intera composizione appare notevolmente perfezionata.
Nelle opere tarde, il suo stile evolve e diventa più "italianeggiante" e la composizione più complessa. Questi lavori possiedono un'atmosfera enigmatica, stregata e una tecnica molto raffinata. Secondo J.A. Levenson, queste opere risalgono al suo periodo in Olanda e furono influenzate dal giovane Lucas van Leyden.

### Dipinti

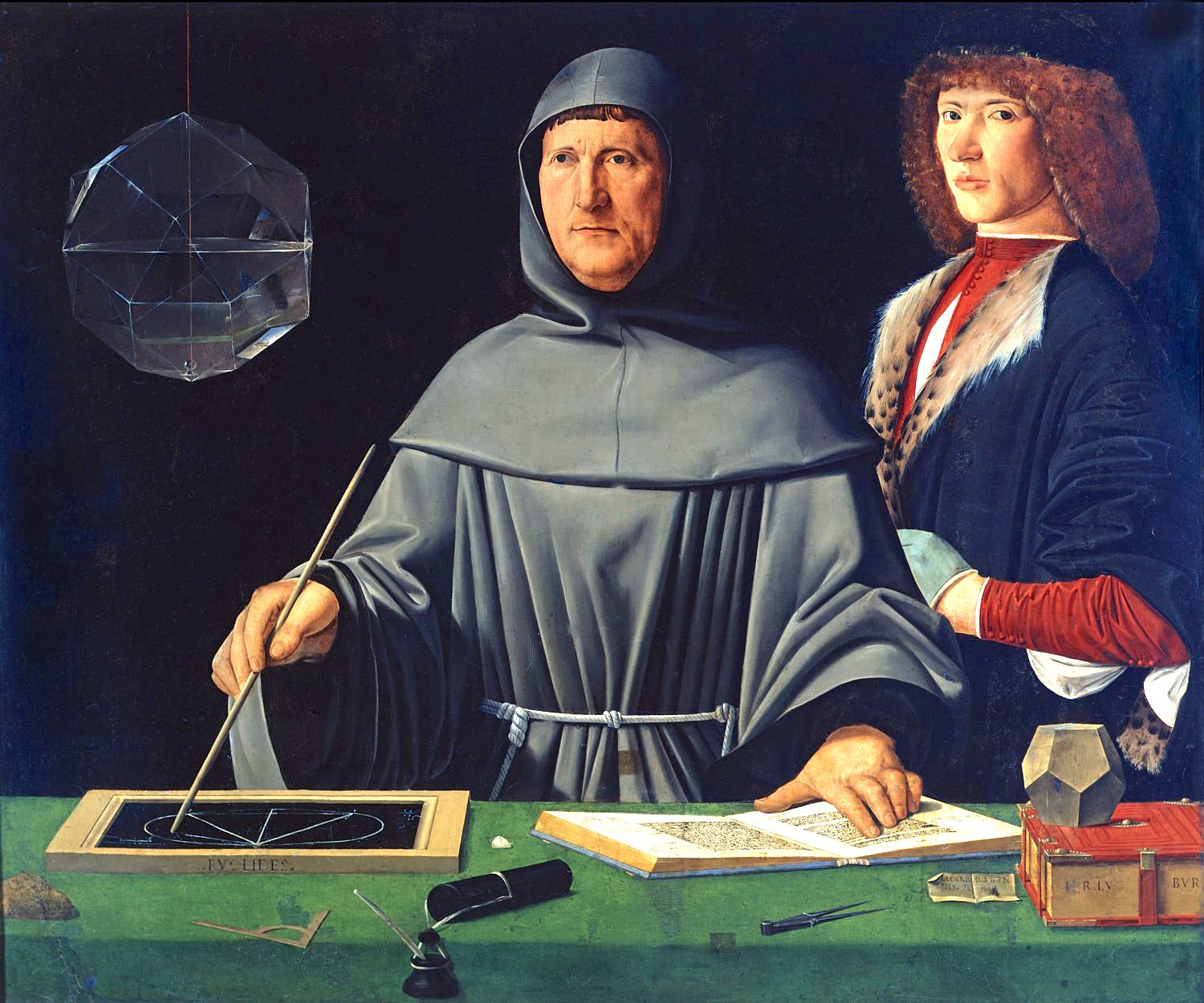
Ritratto di Luca Pacioli, attribuito (in modo controverso) a Jacopo de' Barbari, 1495. Pinacoteca del Museo di Capodimonte di Napoli.

Dipinse dal vivo Uno sparviero (National Gallery, Londra), probabilmente facente parte di un'opera di dimensioni maggiori.
Del primo periodo berlinese vi è la tavola con Ritratto d'uomo da un lato e Coppia di nudi in un interno sul lato inverso, considerato lavoro realizzato tra il 1500 e il 1502.  La giovanile opera natura morta con pernice, guanti di ferro e dardo di balestra datata 1504, è spesso chiamata "il primo dipinto trompe l'oeil su piccola scala dell'antichità", nonostante Due dame veneziane di un altro veneziano, Vittore Carpaccio abbia sul retro un trompe l'oeil raffigurante una rastrelliera per lettere, datato 1490.
Un'opera famosa ma controversa, il Ritratto di Luca Pacioli ed il suo studente, (forse Guidobaldo da Montefeltro, duca di Urbino), si trova presso il Museo nazionale di Capodimonte a Napoli. Raffigura il matematico Francescano ed esperto di prospettiva che dimostra teoremi di geometria in un tavolo sul quale giace la sua Summa de arithmetica, geometria, proportioni e proportionalità ed uno scritto di Euclide. Il suo allievo, vestito elegantemente, volge lo sguardo verso l'osservatore. L'opera è firmata "IACO. BAR VIGEN/NIS 1495".
Fra i vari capolavori sparsi per il mondo, il Louvre possiede la Madonna col Bambino tra i santi Giovanni Battista e Antonio Abate e Filadelfia custodisce il dipinto Il vecchio amoroso della giovane.